# Todrick Hall
Todrick Hall (nacido el 4 de abril de 1985) es un cantante, compositor, coreógrafo y YouTuber estadounidense. Ganó atención nacional en la novena temporada de la competencia de canto American Idol, donde llegó a las semifinales.  Después de esto, acumuló seguidores en YouTube con videos virales que incluyen canciones originales, parodias y skits. Aspira a ser un modelo a seguir para personas LGBTQ y de color, e incluye sus experiencias como hombre negro y gay en su arte. Una serie documental sobre su proceso de creación de videos titulada Todrick se emitió en MTV en 2015.
A partir de la octava temporada, Hall se convirtió en coreógrafo residente y juez ocasional en RuPaul's Drag Race. De 2016 a 2017, Hall interpretó a Lola en Kinky Boots en Broadway. Más tarde, en 2017, comenzó a aparecer como Billy Flynn en Chicago en Broadway y West End.
Como cantautor, ha lanzado cuatro álbumes de estudio, incluidos los álbumes visuales Straight Outta Oz (2016) y Forbidden (2018). En 2020 lanzó un EP, Quarantine Queen, en respuesta a la pandemia de COVID-19 con Mask, Gloves, Soap, Scrub, y fue el anfitrión internacional del Global Pride 2020.